# 吉兰丹
吉兰丹，簡稱丹州，是马来西亚在西马北部的一个州，首府为哥打巴鲁（Kota Bharu）。该州北接泰国，东臨南中国海，西接霹雳州，南临彭亨州，东南为登嘉楼州。吉兰丹州号为Darul Naim，意为「幸福之邦」。
吉兰丹州是马来西亚农业重镇，同时也是马来文化的摇篮，有马来西亚最多的史前遗迹。在現代，本州馬來人人口比例也佔絕對多數。族群比例：馬來人92.66%，華人3.74%，印度人0.28%，其他3.32%。

## 历史
吉兰丹在史前时代便有人类踪迹。吉兰丹古代曾与扶南、高棉、暹罗、满者伯夷及室利佛逝（三佛齐）有贸易往来。1411年，吉兰丹王国脱离暹罗控制，宣布独立。随后在1499年又选择成为马六甲王朝的保护国。1511年，马六甲被葡萄牙攻陷后，吉兰丹陷入割据混战的局面，多数君主选择归顺北部强大的北大年王国。
1760年，军阀隆·尤努斯统一吉兰丹，国祚一直延续至今。1800年，隆·尤努斯的长子苏丹莫哈末一世去世。莫哈末一世没有子嗣，导致吉兰丹又陷入内战局面。1835年，苏丹莫哈末二世击败自己的叔伯后才继位。莫哈末二世与强盛的暹罗王国友好往来，随后在吉兰丹河口建立哥打峇鲁（意为“新城”）。
中国古籍《四夷广记》称为古兰丹港，大泥港。《顺风相送》称为吉兰丹港。
暹罗王国于1909年跟英国签订英暹条约，暹罗宣布放弃吉兰丹、玻璃市、吉打和登嘉楼的宗主权，将其转让给英国。吉兰丹于是和其他三邦（外加柔佛）组成由苏丹统治州属，并由英国人担任顾问的马来属邦。
第二次世界大战时期，日本觊觎马来亚盛产的战略物资，以及它重要的战略地位，于是决定攻打马来亚。此举一来可以取英国人而代之控制当地并扩大自己的势力，同时也可以将马来半岛作为进入荷属东印度的基地。日本第25軍在1941年12月8日珍珠港事件後午夜突然在哥打峇鲁實施兩棲登陸并開始向馬來亞東海岸進攻，與日軍在暹逻的北大年府及宋卡府的登陸行動相配合。马来亚英军总司令部决定进行抵抗，而日军強迫暹逻政府借用其軍事基地支援進攻馬來亞。日軍首先遭到印度第3軍及數個英軍旅的抵抗，并在清除印度軍在海岸線的抵抗之後更集中力量包圍及迫使印度軍投降。
日軍在侵華戰爭中獲得很多實戰經驗，在空中支援、裝甲部隊、互相合作、戰術及經驗等方面均比盟軍優勝。盟軍认为坦克不适合在东南亚的森林里战斗，但是日軍使用腳踏車及輕型坦克，使士兵能够輕易穿越馬來亞的熱帶雨林。12月11日，日軍在坦克支援中南下，在日得拉打敗了英印軍。日军快速從哥打峇魯灘頭向內陸推進，以瓦解北部的防守。由於缺乏强有力海軍支援，英軍无法阻止日本海軍在馬來亞东海岸的行動。日本同时也取得了制空權，不斷從空中攻擊地面上的英聯邦軍隊及平民。泰國此时又與日本帝國簽訂建立軍事同盟，加入軸心國。泰國被容許恢復對玻璃市、吉打、吉兰丹及登嘉楼四个传统马来藩属行使宗主权。
1945年日军投降后，英国恢复对吉兰丹的管辖权，成为马来亚联合邦（后来的马来西亚）的成员至今。

## 地理
吉兰丹河是吉兰丹州重要河流，灌溉着吉兰丹州沿海地区的平原。吉兰丹州是农业大州，主要生产大米、橡胶、烟草等农作物。许多吉兰丹人靠海为生，蒂迪旺沙山脈将本州与马来半岛其他州属隔开，因此与外界交流甚少，主要都是通过海路。

## 经济
吉兰丹州是全马来西亚最为贫穷的州属，发展较为落后。虽然2018年人口贫困率达0.4%，但6月的贫困统计数据显示，丹州赤贫人口多达6218人，贫穷人口则多达3万1217人。由于该州发展落后，导致许多吉兰丹年轻人和工人不得不跨越边境，前往泰国以及其他较富裕的州属以及大城市寻找更多就业机会。

## 政治

### 行政区划
吉兰丹州分为十个县(Jajahan)，另有一个罗京高原（Lojing）副县：
| 县名（中文） | 县名（马来语） | 人口    | 面积             | 备注                                                                                           |
| ------------ | -------------- | ------- | ---------------- | ---------------------------------------------------------------------------------------------- |
| 哥打峇魯縣   | Kota Bharu     | 491,237 | 409平方公里      | 吉兰丹人口最多的县，也是州首府                                                                 |
| 巴西马县     | Pasir Mas      | 189,292 | 614.15平方公里   | 吉兰丹第二多人口的县，哥乐河旁的边境城镇兰斗班让也位于此县内。                                 |
| 道北县       | Tumpat         | 153,976 | 169.5平方公里    | 以卧佛寺、天后宫和月光海滩闻名，较多暹罗裔居住。                                               |
| 巴西富地县   | Pasir Puteh    | 117,383 | 433.8平方公里    | 为马来武士督占谷（Tok Janggut）的出生地。                                                      |
| 万捷县       | Bachok         | 133,152 | 264.64平方公里   | 以依拉玛海滩（旋律湾）和士诺海滩（Pantai Senok）闻名。                                         |
| 瓜拉吉赖县   | Kuala Krai     | 109,461 | 2,329平方公里    | 为东海岸铁路线的主要中转站。                                                                   |
| 马樟县       | Machang        | 93,087  | 546.26平方公里   | 当地拥有不少热水湖，但人烟稀少。                                                               |
| 丹那美拉县   | Tanah Merah    | 121,319 | 867.6平方公里    | 以悠久历史的火车桥闻名。                                                                       |
| 日里县       | Jeli           | 40,637  | 1,280.21平方公里 | 因位于内陆地区而相对落后，是北马通往东海岸的入口，其中史东山（Gunung Stong）州立公园坐落于此。 |
| 话望生县     | Gua Musang     | 90,057  | 7,979.77平方公里 | 以出产“猫山王”榴梿闻名，另有比邻金马仑高原的罗京高原。                                         |

## 交通
交通的连接点为东海岸铁路線及苏丹依斯迈布特拉机場。
州內的交通四通八达，大多数的巿民也乘搭「Cityliner」公车服務。

## 华文中小学列表

### 国民型华文中学
- 吉兰丹中正国民型华文中学 SMJK Chung Cheng, Kota Bharu
- 吉兰丹中华国民型华文中学 SMJK Chung Hwa, Kota Bharu

### 华文独立中学
- 吉兰丹中华独立中学 Chung Hwa Independent High School

### 华文小学
- 中正华文小学 SJK (C) CHUNG CHENG
- 中华华文小学 SJK (C) CHUNG HWA KOTA BAHRU
- 中华华文小学 SJK (C) CHUNG HWA MACHANG
- 开智华文小学 SJK (C) KAI CHIH
- 启文华文小学 SJK (C) KHAY BOON
- 培华华文小学 SJK (C) PEI HWA
- 培植华文小学 SJK (C) PEIR CHIH
- 培实华文小学 SJK (C) POEY SIT
- 培华华文小学 SJK (C) POY HWA
- 育英华文小学 SJK (C) YOK ENG
- 育才华文小学 SJK (C) YUK CHAI
- 育正华文小学 SJK (C) YUK CHENG
- 育智华文小学 SJK (C) YUK TSE
- 话望生华文小学 SJK (C) GUA MUSANG
- 话望生布赖新村华文小学 SJK (C) KAMPUNG PULAI

## 购物商場
- 哥打峇魯商場
- 万顺购物中心
- 东海岸购物中心
- 斯里珍珠城商場
- Platinum Wholesale Mall
- 哥打巴魯贸易中心
- G-Orange Mall
- Giant Superstore Tunjong
- Tesco Kota Bharu
- 哥打峇魯永旺商場

## 延伸阅读
- 陈佳容，谢方 陆俊岭 《古代南海地名汇释》

[在维基数据编辑]
 《明史卷三百二十六》，出自《明史》